# Playoffs BAA 1948
Los Playoffs de la BAA de 1948 fueron el torneo final de la temporada 1947-48 de la BAA, que a partir de 1950 se denominaría NBA. Concluyó con la victoria del campeón de la División Oeste, los Baltimore Bullets sobre el campeón de la División Este, los Philadelphia Warriors, por 4 victorias a 2.

## Tabla
|  | Cuartos de final | Cuartos de final | Cuartos de final |              |    | Semifinales NBA | Semifinales NBA | Semifinales NBA |  |    | Finales NBA | Finales NBA | Finales NBA |  |
|  |                  |                  |                  |              |    |                 |                 |                 |  |    |             |             |             |  |
|  |                  |                  |                  |              |    |                 |                 |                 |  |    |             |             |             |  |
|  | O2               | Baltimore        | 2                |              |    |                 |                 |                 |  |    |             |             |             |  |
|  | O2               | Baltimore        | 2                |              |    |                 |                 |                 |  |    |             |             |             |  |
|  | E2               | New York         | 1                |              |    |                 |                 |                 |  |    |             |             |             |  |
|  | E2               | New York         | 1                |              | O3 | Chicago         | 0               |                 |  |    |             |             |             |  |
|  |                  |                  |                  |              | O3 | Chicago         | 0               |                 |  |    |             |             |             |  |
|  |                  |                  | O2               | Baltimore    | 2  |                 |                 |                 |  |    |             |             |             |  |
|  | E3               | Boston           | O2               | Baltimore    | 2  | 1               |                 |                 |  |    |             |             |             |  |
|  | E3               | Boston           |                  |              |    |                 |                 |                 |  |    |             |             |             |  |
|  | O3               | Chicago          | 2                |              |    |                 |                 |                 |  |    |             |             |             |  |
|  | O3               | Chicago          | 2                |              |    |                 |                 |                 |  | O2 | Baltimore   | 4           |             |  |
|  |                  |                  |                  |              |    |                 |                 |                 |  | O2 | Baltimore   | 4           |             |  |
|  |                  |                  | E1               | Philadelphia | 2  |                 |                 |                 |  |    |             |             |             |  |
|  |                  |                  | E1               | Philadelphia | 2  |                 |                 |                 |  |    |             |             |             |  |
|  |                  |                  |                  |              |    |                 |                 |                 |  |    |             |             |             |  |
|  |                  |                  |                  |              |    |                 |                 |                 |  |    |             |             |             |  |
|  |                  | O1               | St. Louis        | 3            |    |                 |                 |                 |  |    |             |             |             |  |
|  |                  |                  |                  | 3            |    |                 |                 |                 |  |    |             |             |             |  |
|  |                  |                  | E1               | Philadelphia | 4  |                 |                 |                 |  |    |             |             |             |  |
|  |                  |                  | E1               | Philadelphia | 4  |                 |                 |                 |  |    |             |             |             |  |
|  |                  |                  |                  |              |    |                 |                 |                 |  |    |             |             |             |  |
|  |                  |                  |                  |              |    |                 |                 |                 |  |    |             |             |             |  |
|  |                  |                  |                  |              |    |                 |                 |                 |  |    |             |             |             |  |
|  |                  |                  |                  |              |    |                 |                 |                 |  |    |             |             |             |  |

## Partidos de desempate de la Conferencia Oeste

### Washington Capitols@Chicago Stags
| 23 de marzo                | Washington Capitols                   | 70–74        | Chicago Stags                 |                                                                                   |  |  |
|                            | Parciales: 16–10, 20–22, 21–20, 13–22 |              |                               |                                                                                   |  |  |
|                            | Estadísticas Feerick, Scolari 16 each | Boxscore Pts | Estadísticas Max Zaslofsky 24 | Pabellón: Chicago Stadium, Chicago, Illinois Árbitros: Ed Boyle, Jim Beiersdorfer |  |  |
| Washington no se clasifica |                                       |              |                               |                                                                                   |  |  |
|                            |                                       |              |                               |                                                                                   |  |  |

### Baltimore Bullets@Chicago Stags
| 25 de marzo                                    | Baltimore Bullets                     | 75–72       | Chicago Stags                 |                                                                                   |  |  |
|                                                | Parciales: 10–17, 21–15, 17–21, 27–19 |             |                               |                                                                                   |  |  |
|                                                | Estadísticas Kleggie Hermsen 14       | Reporte Pts | Estadísticas Max Zaslofsky 21 | Pabellón: Chicago Stadium, Chicago, Illinois Árbitros: Ed Boyle, Jim Beiersdorfer |  |  |
| Baltimore acaba 2.º en el Oeste, y Chicago 3.º |                                       |             |                               |                                                                                   |  |  |
|                                                |                                       |             |                               |                                                                                   |  |  |

## Cuartos de final

### (W2)Baltimore Bulletsvs. (E2)New York Knicks
| 27 de marzo                 | New York Knicks                       | 81–85       | Baltimore Bullets              |                                                   |  |  |
|                             | Parciales: 21–19, 22–26, 19–21, 19–19 |             |                                |                                                   |  |  |
|                             | Estadísticas Bud Palmer 21            | Reporte Pts | Estadísticas Connie Simmons 34 | Pabellón: Baltimore Coliseum, Baltimore, Maryland |  |  |
| Baltimore leads series, 1–0 |                                       |             |                                |                                                   |  |  |
|                             |                                       |             |                                |                                                   |  |  |

| 28 de marzo           | Baltimore Bullets                  | 69–79       | New York Knicks            |                                                            |  |  |
|                       | Marcador por tiempos: 30–33, 39–46 |             |                            |                                                            |  |  |
|                       | Estadísticas Connie Simmons 23     | Reporte Pts | Estadísticas Bud Palmer 18 | Pabellón: Madison Square Garden III, Manhattan, Nueva York |  |  |
| Series empatadas, 1–1 |                                    |             |                            |                                                            |  |  |
|                       |                                    |             |                            |                                                            |  |  |

| 1 de abril                     | New York Knicks                    | 77–84       | Baltimore Bullets              |                                                   |  |  |
|                                | Marcador por tiempos: 46–41, 31–43 |             |                                |                                                   |  |  |
|                                | Estadísticas Sid Tanenbaum 18      | Reporte Pts | Estadísticas Connie Simmons 22 | Pabellón: Baltimore Coliseum, Baltimore, Maryland |  |  |
| Baltimore gana las series, 2–1 |                                    |             |                                |                                                   |  |  |
|                                |                                    |             |                                |                                                   |  |  |

Éste fue el primer enfrentamiento en playoffs entre ambos equipos.

### (E3)Boston Celticsvs. (O3)Chicago Stags
| 28 de marzo               | Chicago Stags                      | 79–72       | Boston Celtics                       |                                                |  |  |
|                           | Marcador por tiempos: 29–32, 50–40 |             |                                      |                                                |  |  |
|                           | Estadísticas Max Zaslofsky 18      | Reporte Pts | Estadísticas Sadowski, Riebe 22 each | Pabellón: Boston Garden, Boston, Massachusetts |  |  |
| Chicago leads series, 1–0 |                                    |             |                                      |                                                |  |  |
|                           |                                    |             |                                      |                                                |  |  |

| 31 de marzo      | Chicago Stags                      | 77–81       | Boston Celtics                  |                                                |  |  |
|                  | Marcador por tiempos: 33–40, 44–41 |             |                                 |                                                |  |  |
|                  | Estadísticas Max Zaslofsky 22      | Reporte Pts | Estadísticas Saul Mariaschin 17 | Pabellón: Boston Garden, Boston, Massachusetts |  |  |
| Series tied, 1–1 |                                    |             |                                 |                                                |  |  |
|                  |                                    |             |                                 |                                                |  |  |

| 2 de abril                   | Chicago Stags                      | 81–74       | Boston Celtics              |                                                |  |  |
|                              | Marcador por tiempos: 37–40, 44–34 |             |                             |                                                |  |  |
|                              | Estadísticas Max Zaslofsky 31      | Reporte Pts | Estadísticas Ed Sadowski 26 | Pabellón: Boston Garden, Boston, Massachusetts |  |  |
| Chicago gana las series, 2–1 |                                    |             |                             |                                                |  |  |
|                              |                                    |             |                             |                                                |  |  |

Éste fue el primer enfrentamiento en playoffs entre ambos equipos.

## Semifinales

### (W1)St. Louis Bombersvs. (E1)Philadelphia Warriors
| 23 de marzo                      | Philadelphia Warriors                     | 58–60            | St. Louis Bombers                          |                                             |  |  |
|                                  | Marcador por tiempos: 29–31, 29–29        |                  |                                            |                                             |  |  |
|                                  | Estadísticas Joe Fulks 18 Howie Dallmar 3 | Reporte Pts Asts | Estadísticas Belus Smawley 21 John Logan 2 | Pabellón: St. Louis Arena, San Luis, Misuri |  |  |
| St. Louis lidera las series, 1–0 |                                           |                  |                                            |                                             |  |  |
|                                  |                                           |                  |                                            |                                             |  |  |

| 25 de marzo           | Philadelphia Warriors                          | 65–64            | St. Louis Bombers                        |                                             |  |  |
|                       | Marcador por tiempos: 31–37, 34–29             |                  |                                          |                                             |  |  |
|                       | Estadísticas George Senesky 20 Howie Dallmar 2 | Reporte Pts Asts | Estadísticas Belus Smawley 13 Bob Doll 3 | Pabellón: St. Louis Arena, San Luis, Misuri |  |  |
| Series empatadas, 1–1 |                                                |                  |                                          |                                             |  |  |
|                       |                                                |                  |                                          |                                             |  |  |

| 27 de marzo                         | St. Louis Bombers                                    | 56–84            | Philadelphia Warriors                     |                                                       |  |  |
|                                     | Parciales: 17–17, 11–18, 13–25, 15–24                |                  |                                           |                                                       |  |  |
|                                     | Estadísticas Rocha, Maughan 16 cada uno Don Putman 2 | Reporte Pts Asts | Estadísticas Joe Fulks 30 Howie Dallmar 5 | Pabellón: Philadelphia Arena, Filadelfia, Pensilvania |  |  |
| Philadelphia lidera las series, 2–1 |                                                      |                  |                                           |                                                       |  |  |
|                                     |                                                      |                  |                                           |                                                       |  |  |

| 30 de marzo           | St. Louis Bombers                     | 56–51            | Philadelphia Warriors                     |                                                       |  |  |
|                       | Marcador por tiempos: 29–28, 27–23    |                  |                                           |                                                       |  |  |
|                       | Estadísticas Red Rocha 19 Red Rocha 2 | Reporte Pts Asts | Estadísticas Joe Fulks 21 Howie Dallmar 2 | Pabellón: Philadelphia Arena, Filadelfia, Pensilvania |  |  |
| Series empatadas, 2–2 |                                       |                  |                                           |                                                       |  |  |
|                       |                                       |                  |                                           |                                                       |  |  |

| 1 de abril                       | Philadelphia Warriors                     | 62–69            | St. Louis Bombers                      |                                             |  |  |
|                                  | Marcador por tiempos: 34–36, 28–33        |                  |                                        |                                             |  |  |
|                                  | Estadísticas Joe Fulks 17 Howie Dallmar 2 | Reporte Pts Asts | Estadísticas Red Rocha 22 John Logan 4 | Pabellón: St. Louis Arena, San Luis, Misuri |  |  |
| St. Louis lidera las series, 3–2 |                                           |                  |                                        |                                             |  |  |
|                                  |                                           |                  |                                        |                                             |  |  |

| 3 de abril            | St. Louis Bombers                                             | 61–84            | Philadelphia Warriors                     |                                                       |  |  |
|                       | Marcador por tiempos: 30–47, 31–37                            |                  |                                           |                                                       |  |  |
|                       | Estadísticas Rocha, Logan 11 each cuatro jugadores 1 cada uno | Reporte Pts Asts | Estadísticas Joe Fulks 23 Howie Dallmar 5 | Pabellón: Philadelphia Arena, Filadelfia, Pensilvania |  |  |
| Series empatadas, 3–3 |                                                               |                  |                                           |                                                       |  |  |
|                       |                                                               |                  |                                           |                                                       |  |  |

| 6 de abril                        | Philadelphia Warriors                     | 85–46            | St. Louis Bombers                                    |                                             |  |  |
|                                   | Marcador por tiempos: 38–21, 47–25        |                  |                                                      |                                             |  |  |
|                                   | Estadísticas Joe Fulks 15 Chink Crossin 4 | Reporte Pts Asts | Estadísticas John Logan 18 Logan, Smawley 1 cada uno | Pabellón: St. Louis Arena, San Luis, Misuri |  |  |
| Philadelphia gana las series, 4–3 |                                           |                  |                                                      |                                             |  |  |
|                                   |                                           |                  |                                                      |                                             |  |  |

- Este fue la primera eliminatoria al mejor de 7 en la historia de la liga y también el primer equipo visitante en ganar el séptimo partido. Fue también la última vez para los Warriors en ganar un séptimo partido con desventaja de campo hasta 2018.

Éste fue el segundo enfrentamiento entre ambos equipos en playoffs, ganando los Warriors el primero.
| \| 1947 \| Philadelphia Warriors \| 1–2 \| St. Louis Bombers \| 1.ª ronda \| \| \| \| \| \| \| \| \| \| \| \| \| \| \| \| |                       |     |                   |           |  |
| 1947 | Philadelphia Warriors | 1–2 | St. Louis Bombers | 1.ª ronda |  |
| |                       |     |                   |           |  |
| |                       |     |                   |           |  |

### (O2)Baltimore Bulletsvs. (O3)Chicago Stags
| 7 de abril                       | Baltimore Bullets                  | 73–67       | Chicago Stags                          |                                              |  |  |
|                                  | Marcador por tiempos: 41–27, 32–40 |             |                                        |                                              |  |  |
|                                  | Estadísticas Paul Hoffman 19       | Reporte Pts | Estadísticas Zaslofsky, Miasek 15 each | Pabellón: Chicago Stadium, Chicago, Illinois |  |  |
| Baltimore lidera las series, 1–0 |                                    |             |                                        |                                              |  |  |
|                                  |                                    |             |                                        |                                              |  |  |

| 8 de abril                     | Chicago Stags                      | 72–89       | Baltimore Bullets            |                                                                                  |  |  |
|                                | Marcador por tiempos: 41–38, 31–51 |             |                              |                                                                                  |  |  |
|                                | Estadísticas Stan Miasek 27        | Reporte Pts | Estadísticas Chick Reiser 18 | Pabellón: Baltimore Coliseum, Baltimore, Maryland Asistencia: 7,201 espectadores |  |  |
| Baltimore gana las series, 2–0 |                                    |             |                              |                                                                                  |  |  |
|                                |                                    |             |                              |                                                                                  |  |  |

Éste fue el primer enfrentamiento en playoffs entre ambos equipos.

## Finales

### (E1) Philadelphia Warriors vs. (O2) Baltimore Bullets
| 10 de abril                         | Baltimore Bullets                                           | 60–71            | Philadelphia Warriors                         |                                                                                      |  |  |
|                                     | Parciales: 12–17, 7–17, 21–21, 20–16                        |                  |                                               |                                                                                      |  |  |
|                                     | Estadísticas Connie Simmons 15 Jeannette, Schulz 2 cada uno | Reporte Pts Asts | Estadísticas Chick Halbert 19 Howie Dallmar 3 | Pabellón: Philadelphia Arena, Filadelfia, Pensilvania Asistencia: 7,201 espectadores |  |  |
| Philadelphia lidera las series, 1–0 |                                                             |                  |                                               |                                                                                      |  |  |
|                                     |                                                             |                  |                                               |                                                                                      |  |  |

| 13 de abril           | Baltimore Bullets                                | 66–63            | Philadelphia Warriors                              |                                                                                      |  |  |
|                       | Parciales: 13–19, 7–22, 20–7, 26–15              |                  |                                                    |                                                                                      |  |  |
|                       | Estadísticas Connie Simmons 25 Kleggie Hermsen 3 | Reporte Pts Asts | Estadísticas Joe Fulks 27 Dallmar, Musi 2 cada uno | Pabellón: Philadelphia Arena, Filadelfia, Pensilvania Asistencia: 6,982 espectadores |  |  |
| Series empatadas, 1–1 |                                                  |                  |                                                    |                                                                                      |  |  |
|                       |                                                  |                  |                                                    |                                                                                      |  |  |

| 15 de abril                      | Philadelphia Warriors                                   | 70–72            | Baltimore Bullets                                |                                                                                  |  |  |
|                                  | Parciales: 12–11, 18–20, 17–18, 23–23                   |                  |                                                  |                                                                                  |  |  |
|                                  | Estadísticas Joe Fulks 21 Kaplowitz, Dallmar 2 cada uno | Reporte Pts Asts | Estadísticas Connie Simmons 14 Kleggie Hermsen 3 | Pabellón: Baltimore Coliseum, Baltimore, Maryland Asistencia: 4,500 espectadores |  |  |
| Baltimore lidera las series, 2–1 |                                                         |                  |                                                  |                                                                                  |  |  |
|                                  |                                                         |                  |                                                  |                                                                                  |  |  |

| 17 de abril                      | Philadelphia Warriors                     | 75–78            | Baltimore Bullets                                          |                                                                                  |  |  |
|                                  | Parciales: 13–20, 15–20, 17–12, 30–26     |                  |                                                            |                                                                                  |  |  |
|                                  | Estadísticas Joe Fulks 29 Howie Dallmar 3 | Reporte Pts Asts | Estadísticas Paul Hoffman 27 Hermsen, Jeannette 2 cada uno | Pabellón: Baltimore Coliseum, Baltimore, Maryland Asistencia: 4,500 espectadores |  |  |
| Baltimore lidera las series, 3–1 |                                           |                  |                                                            |                                                                                  |  |  |
|                                  |                                           |                  |                                                            |                                                                                  |  |  |

| 20 de abril                      | Baltimore Bullets                             | 82–91            | Philadelphia Warriors                     |                                                                                      |  |  |
|                                  | Parciales: 19–20, 14–18, 26–23, 23–30         |                  |                                           |                                                                                      |  |  |
|                                  | Estadísticas Connie Simmons 16 Chick Reiser 2 | Reporte Pts Asts | Estadísticas Joe Fulks 19 Howie Dallmar 4 | Pabellón: Philadelphia Arena, Filadelfia, Pensilvania Asistencia: 6,012 espectadores |  |  |
| Baltimore lidera las series, 3–2 |                                               |                  |                                           |                                                                                      |  |  |
|                                  |                                               |                  |                                           |                                                                                      |  |  |

| 21 de abril                    | Philadelphia Warriors                     | 73–88            | Baltimore Bullets                             |                                                                                  |  |  |
|                                | Parciales: 18–13, 13–24, 17–26, 25–25     |                  |                                               |                                                                                  |  |  |
|                                | Estadísticas Joe Fulks 28 Howie Dallmar 2 | Reporte Pts Asts | Estadísticas Chick Reiser 16 Connie Simmons 6 | Pabellón: Baltimore Coliseum, Baltimore, Maryland Asistencia: 4,500 espectadores |  |  |
| Baltimore gana las series, 4–2 |                                           |                  |                                               |                                                                                  |  |  |
|                                |                                           |                  |                                               |                                                                                  |  |  |

Éste fue el primer enfrentamiento en playoffs entre ambos equipos.